# Violka rolní

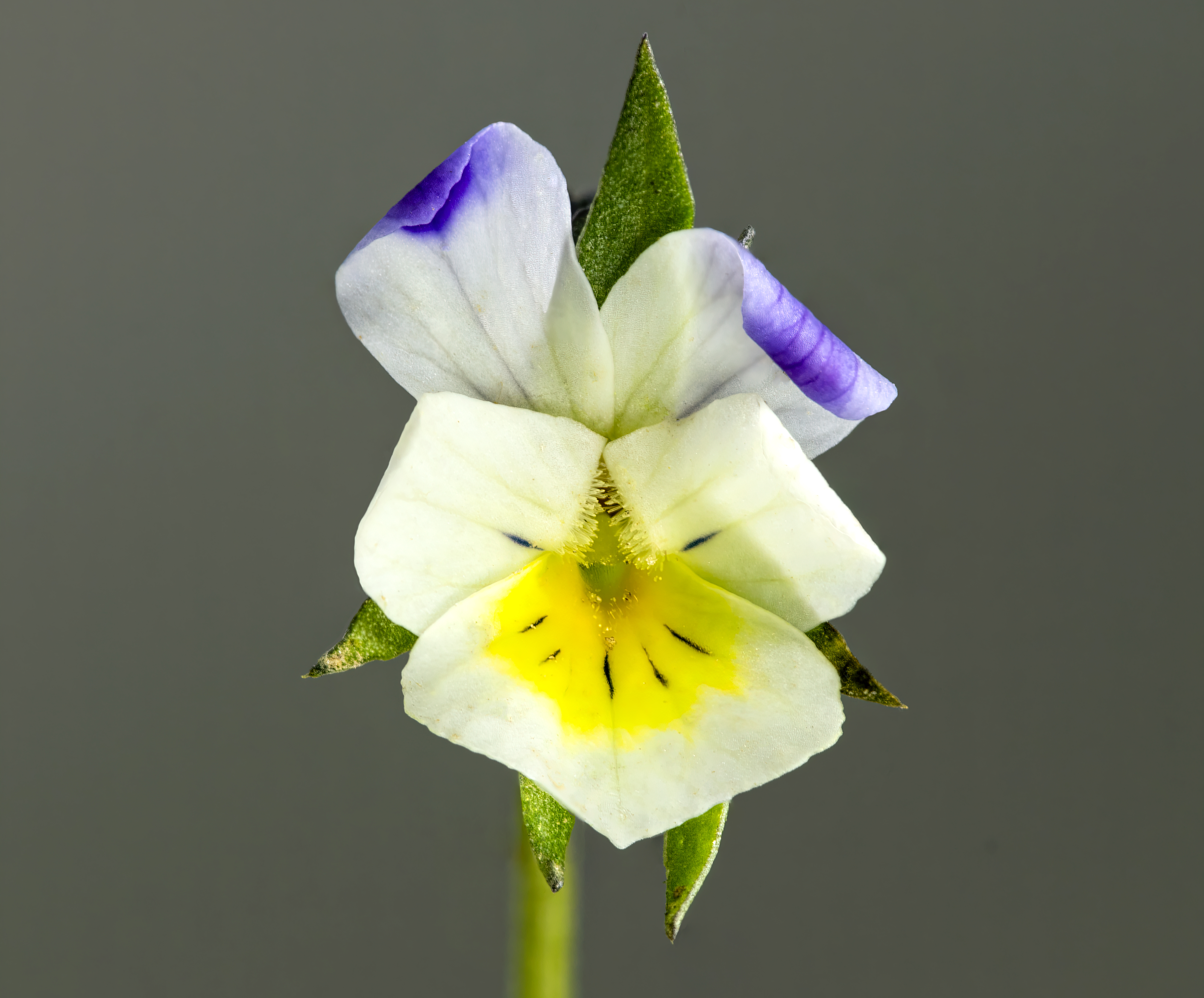

Violka rolní neboli maceška rolní (Viola arvensis) je jednoletá bylina z čeledi violkovité (Violaceae). Je součástí taxonomicky složitého komplexu Viola tricolor agg., viz také violka nejmenší a violka trojbarevná. Dorůstá výšky nejčastěji asi 10–20 cm, vzácněji i o něco více. Lodyhy jsou na jaře krátce chlupaté, ale později většinou olysávají. Listy jsou jednoduché řapíkaté. Čepele listů jsou okrouhle vejčité až kopinaté, u horních listů někdy až úzce eliptické, na okraji jsou vroubkovaně pilovité. Na bázi listů jsou palisty, které jsou členěné, zpravidla nepravidelně dlanitosečné či peřenosečné, koncový úkrojek připomíná list. Na květní stopce jsou 2 listénce, jsou umístěné celkem těsně pod květem. Květy jsou nevonné, u velkokvětých typů vonné. Koruny jsou i za plného květu do plochy rozevřené, nikoliv kornoutovitě sevřené, jak je běžné u violky nejmenší. Koruny jsou asi 8–13 mm vysoké, u velkokvětých typů (subsp. megalantha) je koruna vyšší (cca 20–25 mm), korunní lístky jsou většinou světle až sytě žluté, někdy jsou na nich různé skvrny nejčastěji modré barvy. Žláznatý výrůstek při bliznovém otvoru na paličce čnělky buď zcela chybí nebo je trochu vyvinut, ale je menší než u violky trojbarevné. V ČR kvete nejčastěji od dubna do září. Plodem je tobolka.

## Taxonomická problematika
Violka rolní je velice variabilní, bylo popsáno z tohoto okruhu i několik drobných druhů.Taxonomická problematika okruhu Viola tricolor agg. ještě asi není zcela dořešena. Někteří autoři rozlišují ve střední Evropě 2 poddruhy, zpracováno podle Fischer (1994):
- Violka rolní pravá (Viola arvensis subsp. arvensis)

Poddruh zahrnuje klasicky vyvinuté jedince violky rolní. Koruny jsou celkem malé, cca 0,5–1,5 cm vysoké, nepřesahují svou délkou kališní lístky. Květy jsou nevonné. Žláznatý výrůstek při bliznovém otvoru na paličce čnělky zcela chybí nebo je nepatrný.
- Violka rolní velkokvětá (Viola arvensis subsp. megalantha)

Poddruh zahrnuje velkokvěté jedince violky rolní, svými znaky stojící mezi druhy Viola arvensis a Viola tricolor. Koruny jsou větší, cca 1,5–2,5 cm vysoké, přesahují svou délkou kališní lístky. Květy jsou vonné. Žláznatý výrůstek při bliznovém otvoru na paličce čnělky je vyvinut, dosahuje cca 1/7–1/8 průměru paličky čnělky. Tyto rostliny jsou někdy považovány za hybridy mezi Viola arvensis a Viola tricolor, např. Kirschner et Skalický (1990).
- Velkokvětým typům violky rolní se podobá druh violka trojbarevná (Viola tricolor). U tohoto druhu je žláznatý výrůstek při bliznovém otvoru na paličce čnělky dobře vyvinut, dosahuje cca 1/4–1/6 průměru paličky čnělky.

## Rozšíření ve světě
Violka rolní roste v celé Evropě, snad kromě extrémního severu. Na východ je rozšířena až po jižní Sibiř, na jihovýchod sahá její výskyt až po Kavkaz. Zavlečena byla do Severní Ameriky a patrně i jinam. Mapa rozšíření je zde: .

## Rozšíření v Česku
V ČR je to hojný druh rozšířený po celé zemi. Jen v nejvyšších horských polohách se vyskytuje jen výjimečně. Je to hlavně polní plevel, nebo se vyskytuje i na jiných ruderalizovaných místech.